# Vaje v objemu
Vaje v objemu je slovenski dramski film iz leta 2012 v režiji in po scenariju Metoda Pevca. Tjaša in Lena svoja partnerja zvabita na plesni tečaj tanga, kjer se bolje ujamejo v obratni kombinaciji, kot živijo skupaj. Na 15. festivalu slovenskega filma je bil film nagrajen za režijo (Metod Pevec) ter glavno moško (Uroš Fürst) in žensko vlogo (Jana Zupančič).

## Igralci
- Uroš Fürst kot Uroš
- Jana Zupančič kot Tjaša
- Pia Zemljič kot Lena
- Primož Pirnat kot Leon
- Marko Mandić
- Jasmina Jamnik
- Karin Komljanec
- Drago Milinović
- Laren Polič Zdravič
- Lidija Sušnik
- Uroš Andič
- Janja Frank